# 28
| 28                 |
| ------------------ |
| Dødsfald - Fødsler |
|                    |

| Gregoriansk kalender | 28 XXVIII               |
| Ab urbe condita      | 781                     |
| Armensk kalender     | I/T                     |
| Kinesiske kalender   | 2724 – 2725 丁亥 – 戊子 |
| Etiopisk kalender    | 20 – 21                 |
| Jødisk kalender      | 3788 – 3789             |
| Hindukalendere       |                         |
| - Vikram Samvat      | 83 – 84                 |
| - Shaka Samvat       | N/A                     |
| - Kali Yuga          | 3129 – 3130             |
| Iransk kalender      | 594 BP – 593 BP         |
| Islamisk kalender    | 613 BH – 612 BH         |